# Jaguar XK 140

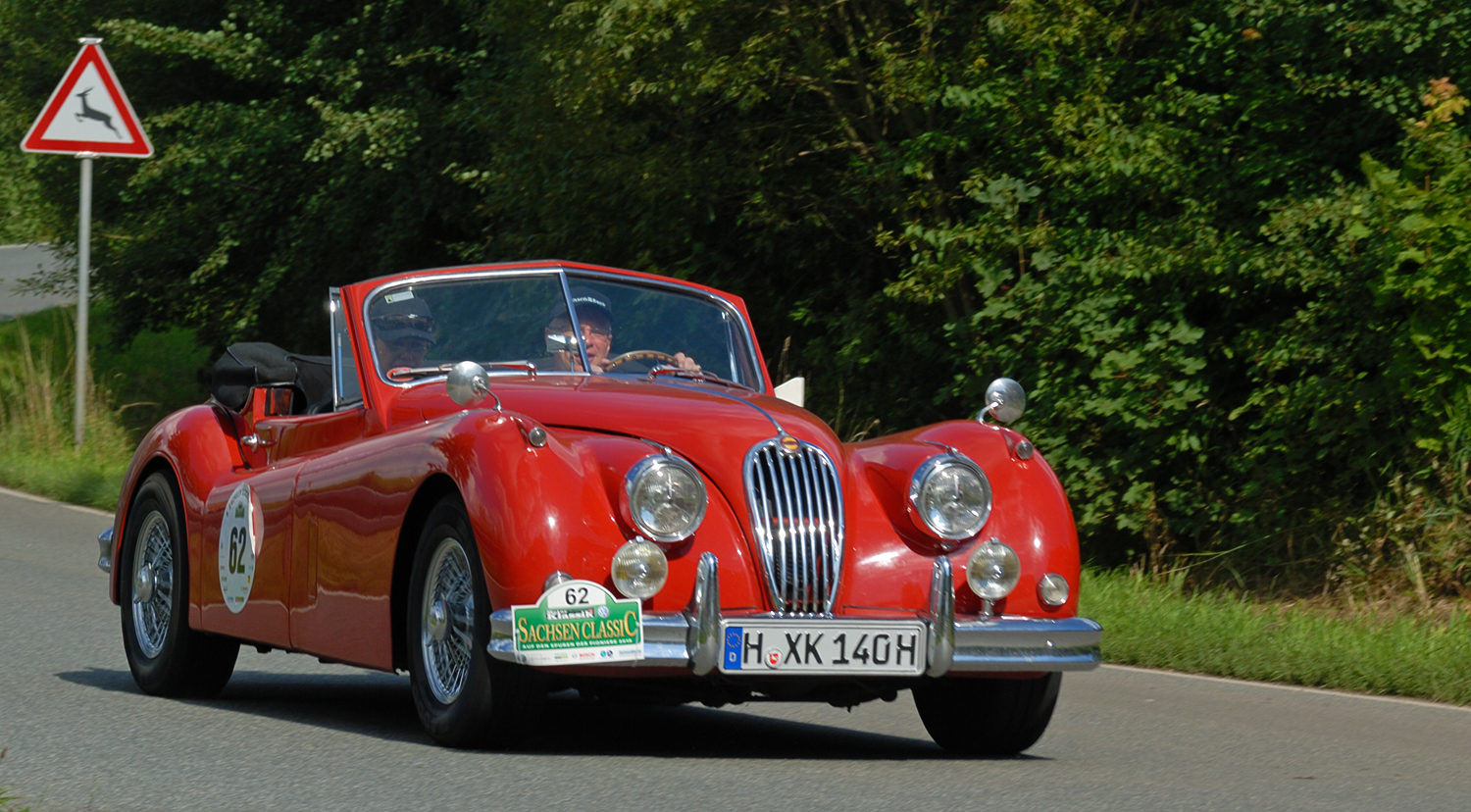
Jaguar XK 140 DHC von 1955

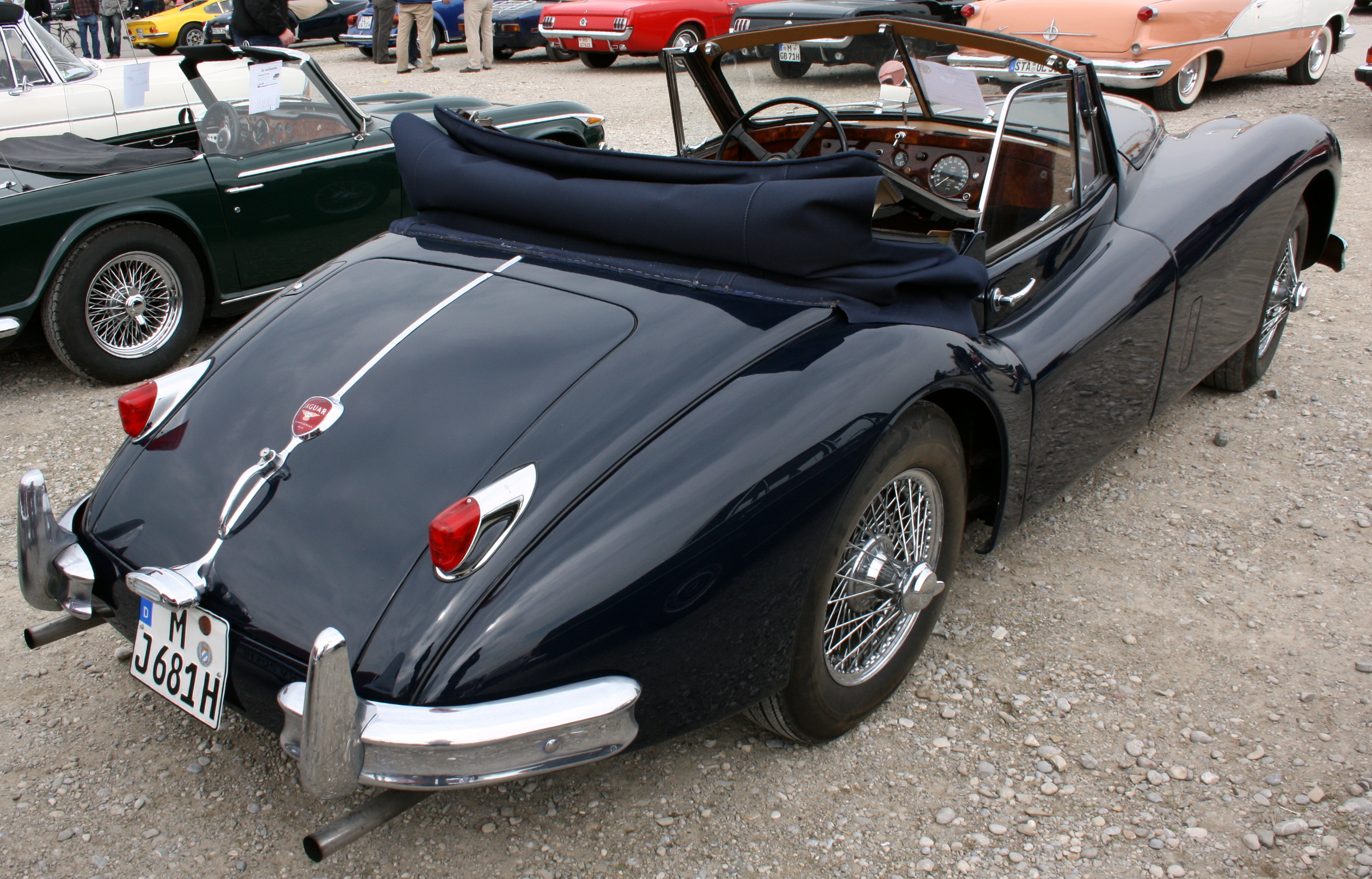
Jaguar XK140 von 1955

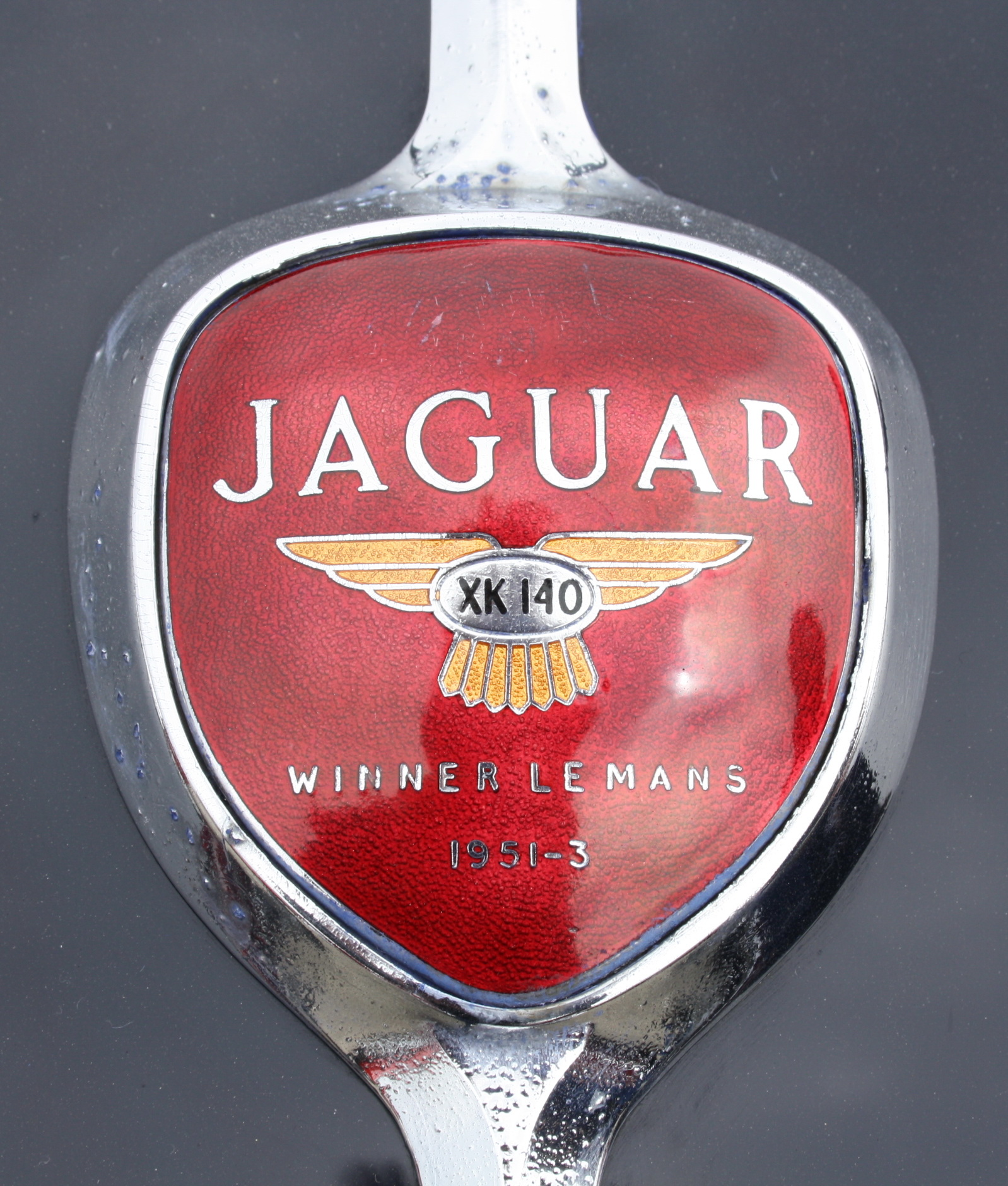
Emblem Jaguar XK140

Der Jaguar XK 140 war ein zweisitziger Sportwagen, den Jaguar 1954 als Nachfolger des Jaguar XK 120 auf den Markt brachte.

## Entwicklungsgeschichte
In technischer Hinsicht basierte der XK 140 auf seinem Vorgänger. Dessen Chassis und Fahrwerk wurden weitgehend unverändert übernommen. Die wesentlichen Modifikationen betrafen den Motor. Jaguar bot nun eine Sportausführung, die sog. S-Version an, dessen Motor den Zylinderkopf des Jaguar C-Type übernahm. Die Basisausführung des 3442 cm³ großen Sechszylinder-Reihenmotors leistete 190 bhp, die S-Version dagegen 210 bhp. Die leistungsstärkere Ausführung war nur in Verbindung mit der Zusatzausstattung „Special Equipment“ erhältlich, die man jedoch auch mit dem einfacheren Motor bestellen konnte. Über ein Viergang-Getriebe (auf Wunsch mit Overdrive) mit Mittelschaltung trieb dieser die Hinterräder an. Die Höchstgeschwindigkeit lag bei gut 200 km/h. Für amerikanische Kunden gab es im Fixed Head Coupé und im Drophead Coupé auch ein Dreigang-Automatikgetriebe von Borg-Warner. Die Karosserien wurden mit nur wenigen Änderungen vom Vorgänger übernommen.
Äußerlich wurde das Design des XK 120 mit Hüftschwung und zweiteiliger Windschutzscheibe weitgehend übernommen. Der XK 140 erhielt eine durchgehende Stoßstange mit Hörnern vorne, Stoßfänger mit Stoßhörnern hinten und Blinkleuchten oberhalb der vorderen Stoßstange. Das Jaguar-Emblem wanderte von der Motorhaube auf den überarbeiteten Kühlergrill, der – statt wie bisher 13 – nur noch sieben Streben aufwies und nunmehr im Gussverfahren entstand. Dadurch, dass der Motor um 7,5 cm weiter vorne saß und die Batterien nicht mehr hinter den Sitzen positioniert waren, wurde der Innenraum vergrößert, so dass das Coupé und Cabriolet nun über zwei Notsitze und der Roadster über mehr Stauraum verfügte.
Der XK 140 wurde weiterhin in drei Karosserieversionen angeboten:
- als XK 140 OTS (Open Two Seater),
- als XK 140 DHC (Drop Head Coupé) und
- als XK 140 FHC (Fixed Head Coupé).

Innerhalb von drei Jahren wurden insgesamt 3347 Roadster OTS, 2797 Coupés FHC und 2740 Cabriolets DHC hergestellt.

Jaguar XK 140 FHC
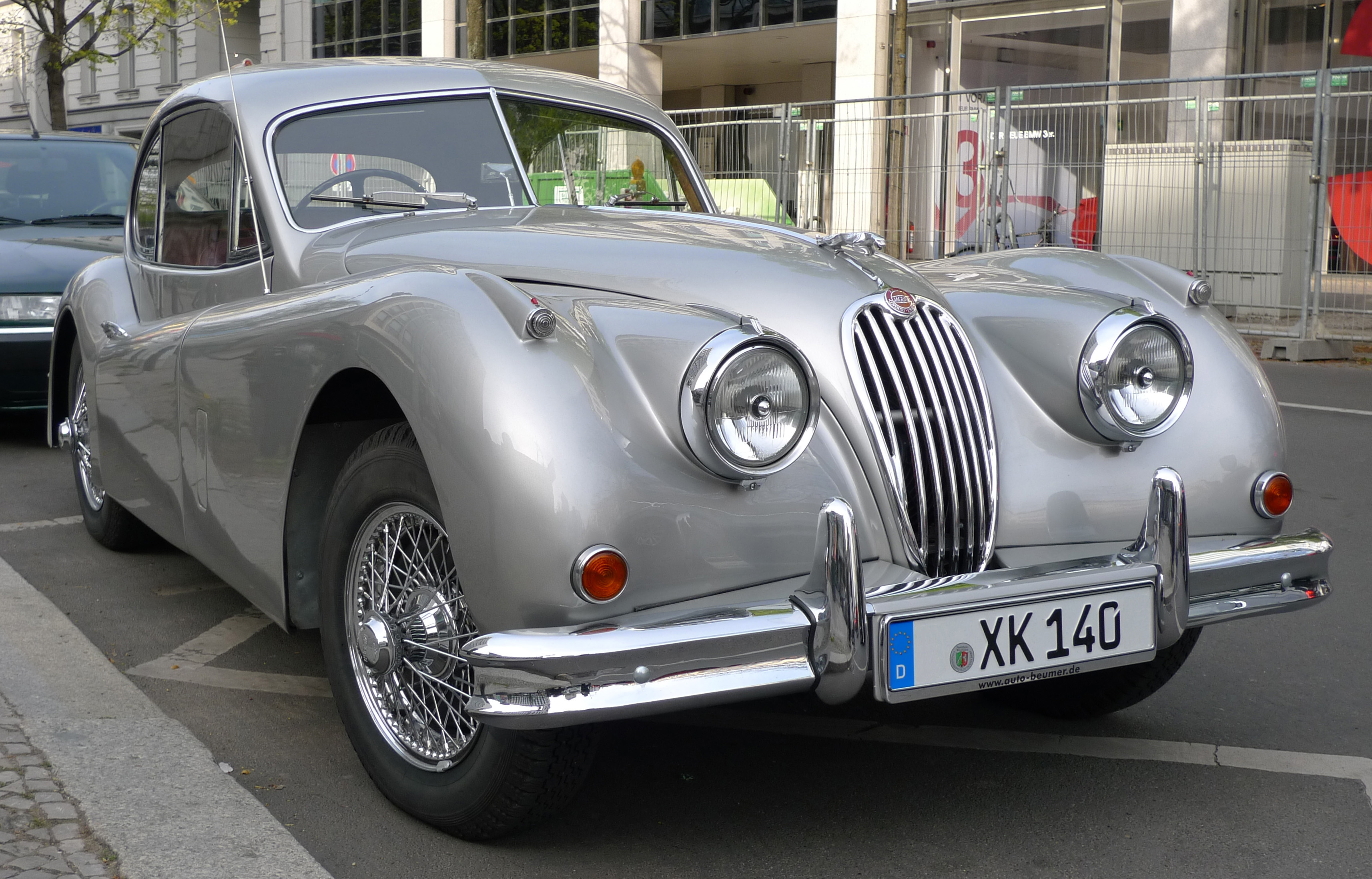
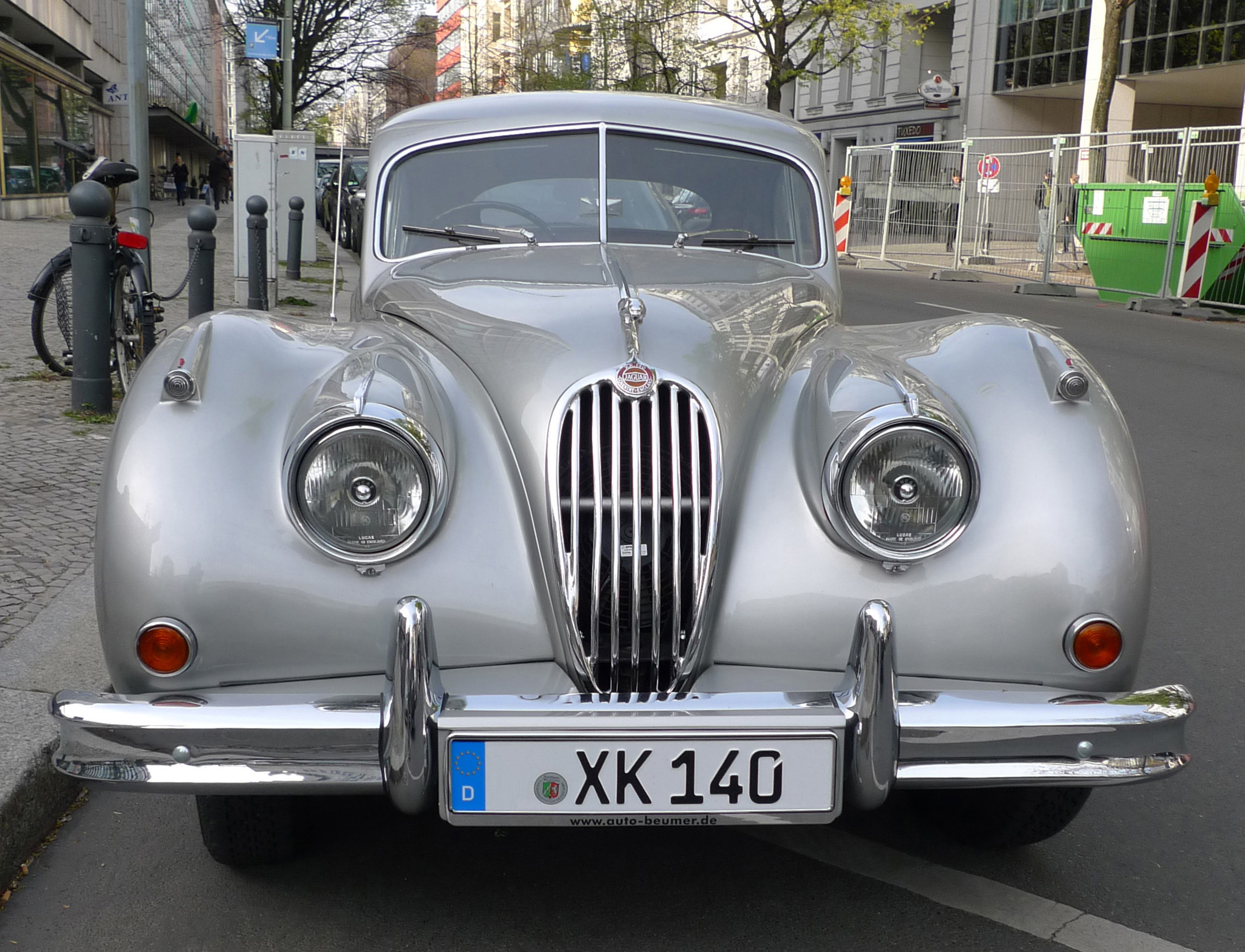
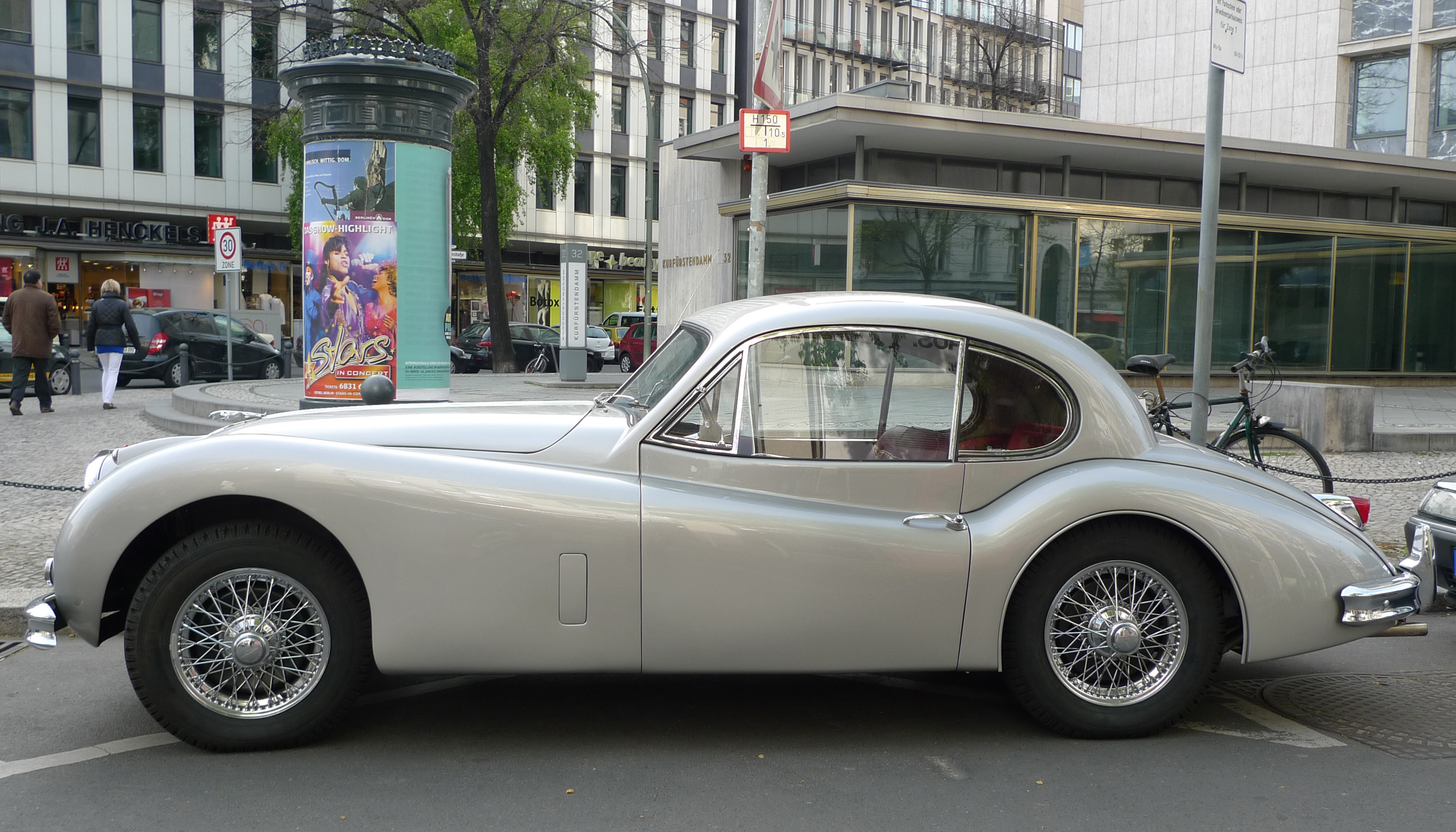
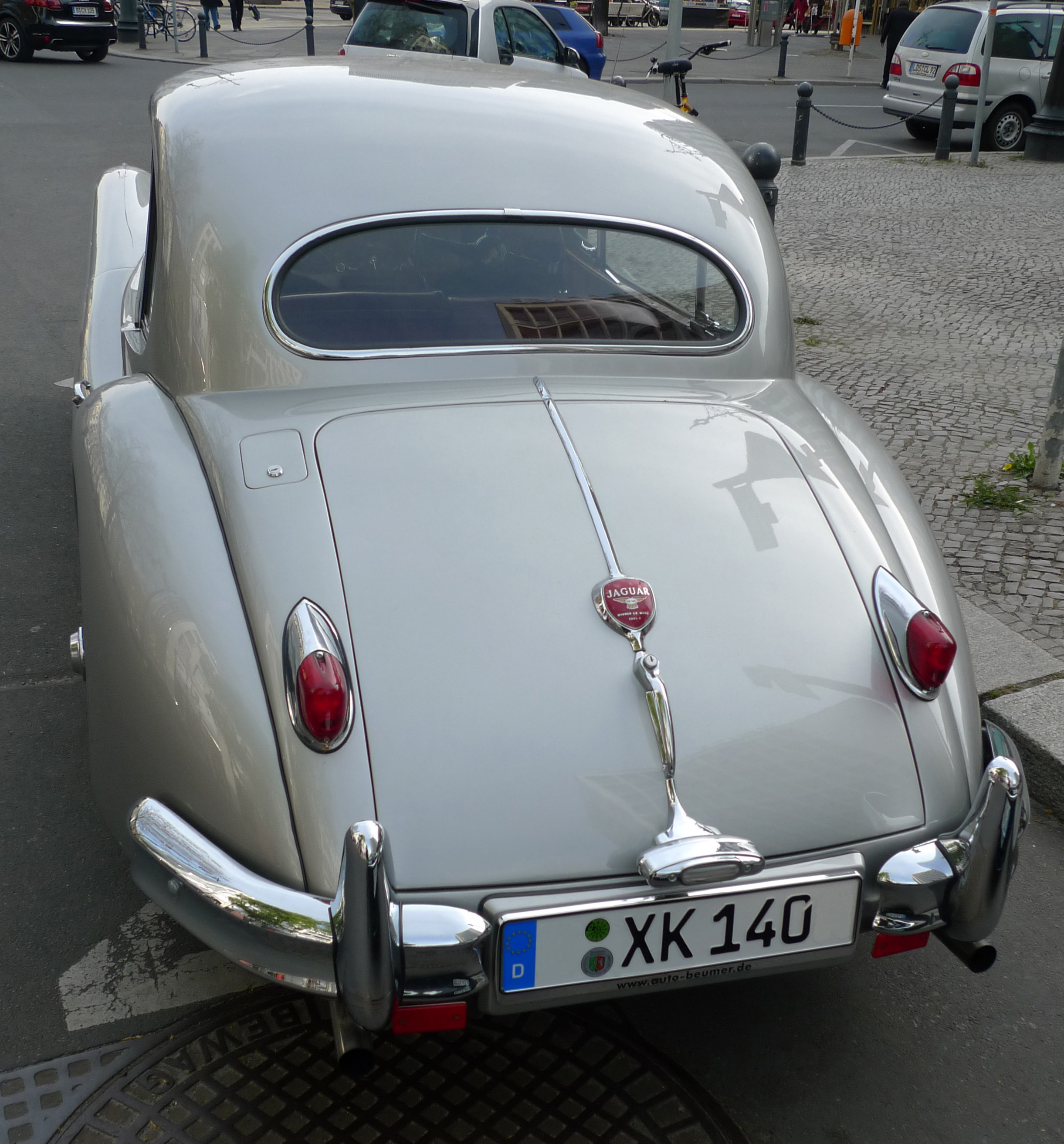
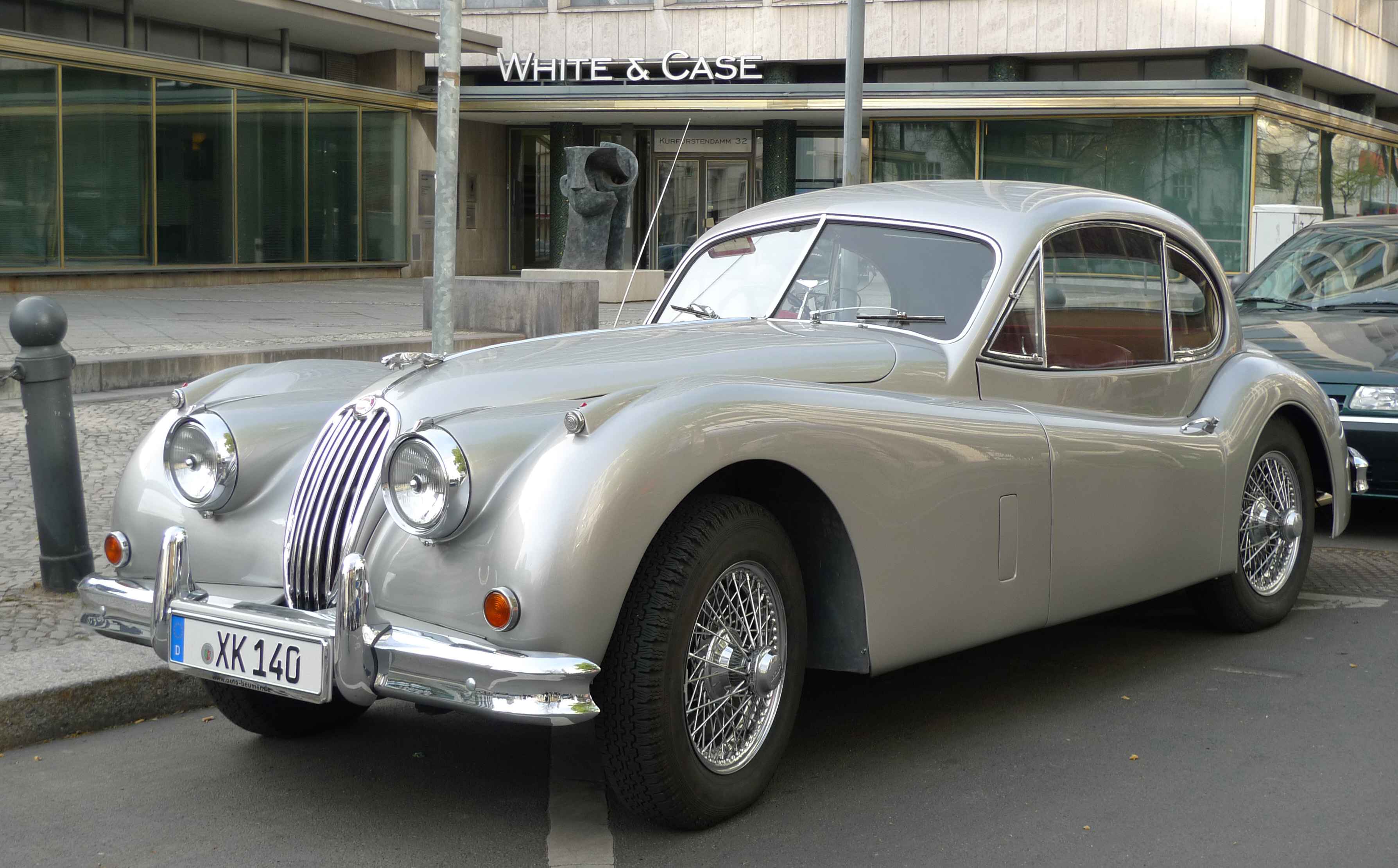

## Sonderaufbauten
Der Jaguar XK 140 diente einigen unabhängigen Karosseriewerken als Grundlage für eigene Entwürfe:
- 1957 stellte das Karosseriewerk Zagato auf Wunsch eines italienischen Jaguar-Händlers ein zweisitziges Coupé mit Ponton-Karosserie und umfangreich verglastem Dachaufbau her[2]. Das Fahrzeug blieb ein Einzelstück; allerdings entstand 1958 zwei ähnliche gestalteten Zagato-Coupés auf der Basis des Jaguar XK 150[3].

- 1955 entwarf der französische Designer Raymond Loewy auf der Basis des XK 140 ein zweisitziges Stufenheck-Coupé, dessen Karosserie einige futuristische Elemente trug. Die Fahrzeugfront verlief spitz zu, die Scheinwerfer waren zurückversetzt und saßen in abgerundeten Tunneln. Auf der Motorhaube befand sich eine auffällige Hutze. Das Heckfenster war als Panoramascheibe gestaltet und wurde vom Dachteil durch einen breiten, verchromten Überrollbügel getrennt. Weder am Heck noch an der Frontpartie trug der Wagen Stoßstangen[4]. Das Fahrzeug wurde in Italien bei der Carrozzeria Boano aufgebaut. Es blieb ein Einzelstück[5].